# Giovanni Reyna
Giovanni Alejandro Reyna (sinh ngày 13 tháng 11 năm 2002) là một cầu thủ bóng đá chuyên nghiệp người Hoa Kỳ hiện thi đấu ở vị trí tiền vệ tấn công cho câu lạc bộ Borussia Dortmund tại Bundesliga và đội tuyển bóng đá quốc gia Hoa Kỳ.

## Sự nghiệp tại đội trẻ
Reyna gia nhập đội Học viện tại câu lạc bộ quê hương của mình, New York City FC, vào năm 2015. Reyna đã tập luyện tại đội trẻ của Học viện cho đến năm 2019, khi anh chuyển đến Đức để gia nhập học viện của Borussia Dortmund.

## Sự nghiệp câu lạc bộ
Vào ngày 18 tháng 1 năm 2020, Reyna có trận ra mắt tại Bundesliga trong màu áo của câu lạc bộ Borussia Dortmund khi vào sân thay người ở phút 72, trong chiến thắng 5–3 trước FC Augsburg. Do đó, anh trở thành cầu thủ người Mỹ trẻ nhất, 17 tuổi 66 ngày, thi đấu ở Bundesliga, phá kỷ lục do Christian Pulisic lập trước đó.
Vào ngày 4 tháng 2 năm 2020, Reyna ghi bàn thắng chuyên nghiệp đầu tiên trong trận thua 2-3 trước Werder Bremen ở Vòng 16 DFB-Pokal. Qua đó, anh trở thành cầu thủ ghi bàn trẻ nhất trong lịch sử Cúp quốc gia Đức. Vào ngày 18 tháng 2 năm 2020, Reyna trở thành cầu thủ trẻ thứ ba từng xuất hiện trong trận đấu loại trực tiếp của UEFA Champions League khi anh vào sân thay người ở phút 67 trong trận đấu với Paris Saint-Germain. 9 phút sau, Reyna đã có pha kiến tạo cho Erling Haaland ghi bàn thắng cho Borussia Dortmund ở trận lượt đi vòng 1/6 đội, trở thành cầu thủ Mỹ trẻ nhất thi đấu và lập một pha kiến tạo trong trận đấu tại Champions League.
Vào ngày 16 tháng 5 năm 2020, Reyna được đá chính ở trận đấu đầu tiên cho Dortmund trong trận derby của họ với Schalke, nhưng bị chấn thương bắp chân khi khởi động. Reyna trở lại vào ngày 23 tháng 5 và chơi trong 11 phút cuối cùng trong chiến thắng 2–0 trước VfL Wolfsburg.

## Thống kê sự nghiệp

### Câu lạc bộ
Tính đến 16 tháng 5 năm 2021
| Câu lạc bộ          | Mùa giải            | Giải đấu            | Giải đấu | Giải đấu  | DFB-Pokal | DFB-Pokal | Cúp liên đoàn | Cúp liên đoàn | Khác    | Khác      | Tổng cộng | Tổng cộng |
| Câu lạc bộ          | Mùa giải            | Hạng                | Số trận  | Bàn thắng | Số trận   | Bàn thắng | Số trân       | Bàn thắng     | Số trận | Bàn thắng | Số trận   | Bàn thắng |
| ------------------- | ------------------- | ------------------- | -------- | --------- | --------- | --------- | ------------- | ------------- | ------- | --------- | --------- | --------- |
| Borussia Dortmund   | 2019–20             | Bundesliga          | 15       | 0         | 1         | 1         | 2             | 0             | 0       | 0         | 18        | 1         |
| Borussia Dortmund   | 2020–21             | Bundesliga          | 31       | 4         | 5         | 3         | 8             | 0             | 1       | 0         | 44        | 7         |
| Tổng cộng sự nghiệp | Tổng cộng sự nghiệp | Tổng cộng sự nghiệp | 46       | 4         | 6         | 4         | 10            | 0             | 1       | 0         | 63        | 8         |

### Quốc tế
Tính đến 24 tháng 3 năm 2024
| Đội tuyển quốc gia | Năm       | Trận | Bàn |
| ------------------ | --------- | ---- | --- |
| Hoa Kỳ             | 2020      | 2    | 1   |
| Hoa Kỳ             | 2021      | 6    | 3   |
| Hoa Kỳ             | 2022      | 14   | 2   |
| Hoa Kỳ             | 2023      | 2    | 1   |
| Hoa Kỳ             | 2024      | 2    | 1   |
| Tổng cộng          | Tổng cộng | 26   | 8   |

### Bàn thắng quốc tế
| #  | Ngày                 | Địa điểm                                             | Số trận | Đối thủ            | Bàn thắng | Kết quả | Giải đấu                               |
| -- | -------------------- | ---------------------------------------------------- | ------- | ------------------ | --------- | ------- | -------------------------------------- |
| 1. | 16 tháng 11 năm 2020 | Sân vận động Wiener Neustadt, Wiener Neustadt, Áo    | 2       | Panama             | 1–1       | 6–2     | Giao hữu                               |
| 2. | 28 tháng 3 năm 2021  | Windsor Park, Belfast, Bắc Ireland                   | 4       | Bắc Ireland        | 1–1       | 2–1     | Giao hữu                               |
| 3. | 6 tháng 6 năm 2021   | Empower Field at Mile High, Denver, Colorado, Hoa Kỳ | 7       | México             | 1–1       | 3–2     | Chung kết CONCACAF Nations League 2021 |
| 4. | 9 tháng 6 năm 2021   | Sân vận động Rio Tinto, Sandy, Utah, Hoa Kỳ          | 8       | Costa Rica         | 4–0       | 4–0     | Giao hữu                               |
| 5. | 17 tháng 10 năm 2023 | Geodis Park, Nashville, Tennessee, Hoa Kỳ            | 22      | Ghana              | 1–0       | 4–0     | Giao hữu                               |
| 6. | 17 tháng 10 năm 2023 | Geodis Park, Nashville, Tennessee, Hoa Kỳ            | 22      | Ghana              | 4–0       | 4–0     | Giao hữu                               |
| 7. | 16 tháng 11 năm 2023 | Sân vận động Q2, Austin, Hoa Kỳ                      | 23      | Trinidad và Tobago | 3–0       | 3–0     | CONCACAF Nations League 2023–24        |
| 8. | 24 tháng 3 năm 2024  | Sân vận động AT&T, Arlington, Hoa Kỳ                 | 26      | México             | 2–0       | 2–0     | CONCACAF Nations League 2023–24        |

## Đời tư
Giovanni là con trai của cựu cầu thủ bóng đá ông Claudio Reyna từng thi đấu cho các câu lạc bộ: Rangers FC, Sunderland, Manchester City, New York Red Bulls, và đội tuyển quốc gia Mỹ còn mẹ anh là bà Danielle Egan, cũng là một cựu cầu thủ bóng đá và từng thi đấu cho đội tuyển nữ quốc gia Mỹ. Reyna sinh ra ở Sunderland, Anh trong thời gian cha của anh đang thi đấu cho câu lạc bộ Sunderland. Reyna bắt đầu sự nghiệp quốc tế của mình bằng cách chơi cho các đội trẻ của Hoa Kỳ, nhưng sau khi gây ấn tượng với Borussia Dortmund, anh ấy đã thu hút sự quan tâm và chú ý từ một số câu lạc bộ tại Bồ Đào Nha, Anh và Argentina, tất cả những nơi mà anh đủ điều kiện để thi đấu. Cuối cùng, mọi suy đoán đã tạm dừng vào ngày 5 tháng 3 năm 2020, khi Sports Illustrated trích lời anh nói "Tôi biết những tin đồn đó, nhưng nó khá rõ ràng đối với tôi. Tôi chỉ muốn chơi cho Hoa Kỳ. Đó là quê hương của tôi."
Tên của Giovanni được đặt theo tên của đồng đội cũ của cha anh từng thi đấu tại câu lạc bộ Rangers là Giovanni van Bronckhorst.

## Danh hiệu

### Câu lạc bộ

#### Borussia Dortmund
- DFB-Pokal: 2020–21

### Quốc tế

#### U-17 Mỹ
- Á quân CONCACAF U-17 Championship: 2019[15]

#### Mỹ
- CONCACAF Nations League: 2021